# Anarcoma
Anarcoma és una historieta per a adults de l'autor espanyol Nazario del 1980, que el va llançar "a l'estrellat universal en ser traduïda a diversos idiomes", sorprenent al públic pel seu sexe homosexual explícit.

## Trajectòria editorial
La sèrie va començar a publicar-se en la revista Rambla, passant de seguida a El Víbora, de la qual es converteix ràpidament en personatge emblemàtic des del primer nombre. Les 48 pàgines en color de la seva primera aventura llarga van apareixent en els 8 primers nombres de la revista publicant-se la segona part entre els nombres 67 i 76. També "va protagonitzar, a més, 7 historietes breus d'una pàgina, i dues de diverses pàgines".

## Argument i personatges
Nazario realitza una fusió de les paraules anarco i coma per crear el nom del seu personatge. En la seva cerca d'un personatge amb el qual pogués moure's lliurement pels ambients gais que pretenia retratar, descartaria una heroïna del tipus Modesty Blaise o Barbarella i menys encara un heroi heterosexual. Ni tan sols homosexual. El joc perfecte ho donaria un travesti, un híbrid de Lauren Bacall i Humphrey Bogart, que es prostitueix a les Rambles, obrint així les portes de bat a bat d'una Barcelona canalla no gaire llunyana de la qual va retratar Jean Genet a Diari del lladre encara que una mica menys sòrdida. Com explica el mateix autor, aquestes historietes "no eren més que una excusa per retratar unes relacions entre homosexuals que mostraven uns membres descomunals". "Retia homenatge també al món fascinant dels transformistes. Aquest món irreal en el qual les aparences se sublimen arribant a constituir una rutilant realitat en si mateixa."
De la Barbarella de Claude Forest prendrà prestats l'amant robot Aiktor que es convertirà en un salvatge, pelut i superdotat “ós” anomenat XM2 i la màquina excessiva que el mateix pot reanimar que matar de plaer a qualsevol controlada pel mestre manyà del palau de la reina. A Anarcoma la màquina del professor Onliyú serà robada del seu laboratori i servirà a Nazario de nexe d'unió dels personatges de tota la seva obra, així com d'excusa per a les labors detectivesques de la seva heroïna.
Després de la màquina hi ha una sèrie de personatges i grups que contrapuntegen al llarg de la història les abundants escenes de sexe, violència i play backs a tuguris. Fins i tot el propi Nazario no dubta a barrejar-se, juntament amb el seu promès i els seus amics, amb els personatges de la història, reunint-se en els mateixos bars, restaurants i locals d'alterne.

## Estil
Com explica Salvador Vázquez de Parga, la sèrie permet apreciar "l'evolució de l'estil gràfic de Nazario" en quatre fases successives:
- Un inici "polit, naïf, net," que recorre "abundantment el clarobscur per crear una atmosfera de misteri i opressió", tremendista, "propi de les històries truculentes"[1]
- "Un dibuix net que perfecciona el de la seva primera època underground"[1]
- "Abundar després en el detall i desenvolupar una espècie de línia clara que es perd finalment en un recarregat barroquisme" i "una auténcia explosion de color".[1]

## Influències
La venerada ombra de Tom de Finlàndia planeja sobre la nombrosa i variada galeria de membres masculins. Les nines més o menys sagnants de Gaston Lerroux i les delirants aventures de Feuillade s'alternen amb films de Georges Franju (des de Judex als yeux sans visage), amb algun homenatge a Faulkner, (baralla en la vetlla de Popeye a Santuari), a Pepe Carvalho de Montalbán o a The Spirit de Will Eisner.
No oblidaria Nazario la impressió que li van causar les novel·les gràfiques eròtiques que va conèixer allà pels setanta en el seu viatge a Itàlia: Sukia, Lucifera, Jacula o Zora la Vampira.

## Censures
La prohibició d'una distribució normal als Estats Units de la traducció que Josep Toutain va fer a l'anglès, obligant-li a plastificar-la i limitant la seva venda a sex shops.
El Ministeri de treball, Salut i Benestar social de Saarland va acordar incloure el llibre Anarcoma, de Nazario, editat per edicions La Cúpula (1983) a l'apartat de llibres perjudicials per a la joventut.

## Projectes
Nazario intenta recuperar els esbossos del guió de la tercera part d'Anarcoma que va gargotejar a la fi dels 90 per donar-li forma i divertir-se creant noves aventures. Li fascina l'evolució del robot supermascle XM2 que comença a transvestir-se i acabarà operant-se i ficant-se a monja carmelita al Palmar de Troya, o la truculenta història d'un assassí en sèrie de travestis, la troballa per fi, en un psiquiàtric, de la màquina que tant busquen, etc.
En 2016 es converteix en un llibre publicat per Editorial Laertes de Barcelona.

## Edicions
- Nazario: Historietas. Obra completa, 1975-1980. Ediciones La Cúpula, 1981 (88 págs, B/N)
- Anarcoma, Ediciones La Cúpula, Barcelona 1983. (68 págs, Color, 5 Reediciones). Edició en anglès, Catalan Communications, Nueva York 1983. Edició en francès, Artefact, Paris 1983. Edició en alemany, Nur Für Erwachsene, Frankfurt 1983. Edición en italiano, Frigidaire 1987.
- Anarcoma 2, Ediciones La Cúpula, Barcelona 1986. (68 págs, Color. 2 Reediciones). Edición para los Países Bajos, Loempia bajo el nombre "Cultus" 1991.
- Nuevas aventuras de Anarcoma y el robot XM2, Editorial Laertes, Barcelona 2016. (249 págs, B/N).